# Stanislav Kocourek (1952)
Stanislav Kocourek (* 24. října 1952) je bývalý československý fotbalista a fotbalový trenér. Jeho otec Stanislav Kocourek byl fotbalistou Slavie Praha.

## Fotbalová kariéra
Je odchovancem Slavie Praha. Na vojně hrál za Duklu Tábor a po skončení vojenské služby hrál za druholigový tým VCHZ Pardubice, ale do Slavie se vrátil v ligové sezóně 1980/81.

## Ligová bilance
| Ročník                                   | Zápasy | Góly | Klub         |
| ---------------------------------------- | ------ | ---- | ------------ |
| 1. československá fotbalová liga 1980/81 | 1      | 0    | Slavia Praha |
| CELKEM                                   | 1      | 0    |              |

## Trenérská kariéra
Po ukončení své hráčské kariéry působil jako trenér v Pardubicích, v sezóně 1999/00 trénoval v 1. lize v Hradci Králové, kde však byl po 6. kole odvolán a na jeho místo nastoupil Milan Petřík. Později trénoval v nižších soutěžích v Kolíně a AFK Chrudim.